# 피노다인
피노다인(Pinodyne)은 MC이자 래퍼인 허클베리 피와 프로듀서 소울피쉬로 이루어진 대한민국의 힙합 그룹이다. 2009년 5월에 프리스타일 MC로 자리를 잡고 있던 허클베리 피와 신인 프로듀서였던 소울피쉬가 결합해 피노다인을 결성했다. 2009년 7월에 첫 EP Pish!를 내며 데뷔하고 2009년 힙합플레이야 어워드 신인 부문 3위에 올랐다. 2010년 11월 30일 첫 정규 음반 Pinovation의 발매로 2010년 힙합플레이야 12월의 아티스트에 선정되었다.

## 구성원
- 허클베리 피 - MC, 래퍼
- 소울피쉬 - 프로듀서

## 음반
- 2009년 7월 14일 - EP Pish!
- 2010년 11월 30일 - 정규 1집 Pinovation
- 2011년 8월 24일 - RH- 7th `파인` (罷人, Fine) [Single]
- 2013년 2월 28일 - 캥거루 (Single)
- 2013년 4월 1일 - 정규 2집 Pinocchio
- 2014년 11월 19일 - EP her
- 2019년 9월 11일 - EP Dm7